# Phil Gee
Philip John Gee, più conosciuto con il diminutivo Phil (Pelsall, 19 dicembre 1964) è un ex calciatore inglese, di ruolo attaccante.

## Carriera
Inizia la stagione 1985-1986 segnando 6 reti in 5 presenze nei semiprofessionisti dei Gresley Rovers, per poi nell'ottobre del 1985 venir tesserato dal Derby County, club della terza divisione inglese, con cui dopo una promozione in seconda divisione (a cui contribuisce con 2 reti in altrettante presenze) l'anno seguente vince il campionato di seconda divisione (con conseguente promozione in prima divisione), in cui mette a segno 15 reti in 41 presenze. Nella stagione 1987-1988 esordisce in prima divisione, rimanendo poi al Derby County fino al termine della stagione 1991-1992: nella prima stagione è titolare fisso (38 presenze e 6 reti in campionato, che gli consentono di essere il miglior marcatore stagionale del club alla pari con George Gregory), mentre nelle 3 stagioni successive gioca in modo saltuario, per un totale di ulteriori 22 presenze e 2 reti in prima divisione; nella stagione 1991-1992 gioca in seconda divisione, prima ancora con il Derby County (19 presenze ed una rete) e successivamente nella seconda parte della stagione con il Leicester City, con cui realizza 2 reti in  15 presenze (una delle quali nei play-off); l'anno seguente totalizza invece 18 presenze e 4 reti, mentre nella stagione 1993-1994 conquista una promozione in prima divisione, a cui contribuisce con una rete in 13 presenze (una delle quali nei play-off). Nella stagione 1994-1995 segna 3 reti in 7 presenze in prima divisione, per poi nella seconda parte della stagione venir ceduto al Plymouth, con cui gioca 6 partite senza mai segnare in terza divisione. Nella stagione 1995-1996 torna alle Foxes, nuovamente in seconda divisione, categoria in cui gioca ulteriori 2 partite senza mai segnare. In seguito gioca a livello semiprofessionistico con Hednesford Town e Shepshed Dynamo, rispettivamente in quinta ed in sesta divisione.

## Palmarès

### Club

#### Competizioni nazionali
- Campionato inglese di seconda divisione: 1

Derby County: 1986-1987